# Departamento de Chiquimula
Chiquimula, oficialmente el Departamento de Chiquimula, es uno de los veintidós departamentos que conforman Guatemala, ubicado en el oriente del país. Limita al norte con Zacapa; al sur con Jutiapa y El Salvador; al este con Honduras; y al oeste con Jalapa y Zacapa. Es conocido en el ámbito guatemalteco como La Perla de Oriente. Es el departamento más visitado del país, datos del Instituto Guatemalteco de Turismo estiman que un aproximado de 4 a 5 millones de personas visitan este departamento cada año; Esquipulas es el municipio principalmente visitado.Las únicas dos ciudades existentes son la Ciudad de Chiquimula y la Ciudad de Esquipulas, la primera ubicada en el nor-occidente del departamento y la segunda se ubica en el sur-centro.Tiene una población de 388 115 habitantes, la mayoría jóvenes entre 0 a 35 años. Es el séptimo departamento con menor población. Aproximadamente el 93% está compuesto mayoritariamente por mestizos y criollos, en su mayoría de español y alemán, el otro 7% está compuesto por los indígenas en su mayoría el pueblo Chortís.
La Ciudad de Chiquimula y la Ciudad de Esquipulas han sido históricamente las ciudades más importantes del oriente guatemalteco.

## Historia

### Época prehispánica

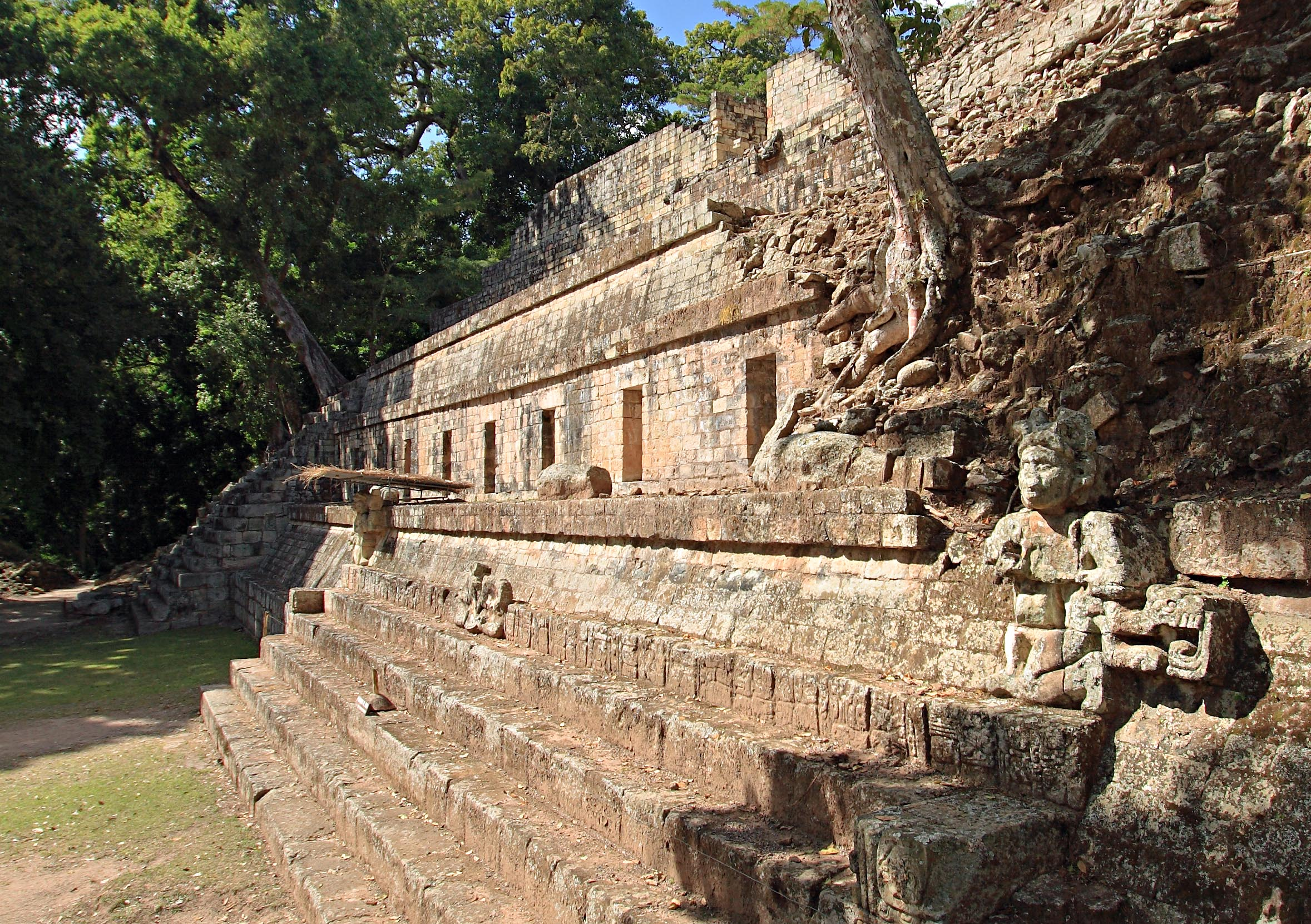
Copán es la una ciudad maya ubicada en Honduras, se ubica muy cerca de este departamento. Se cree que la etnia Chortí proviene de esta ciudad.

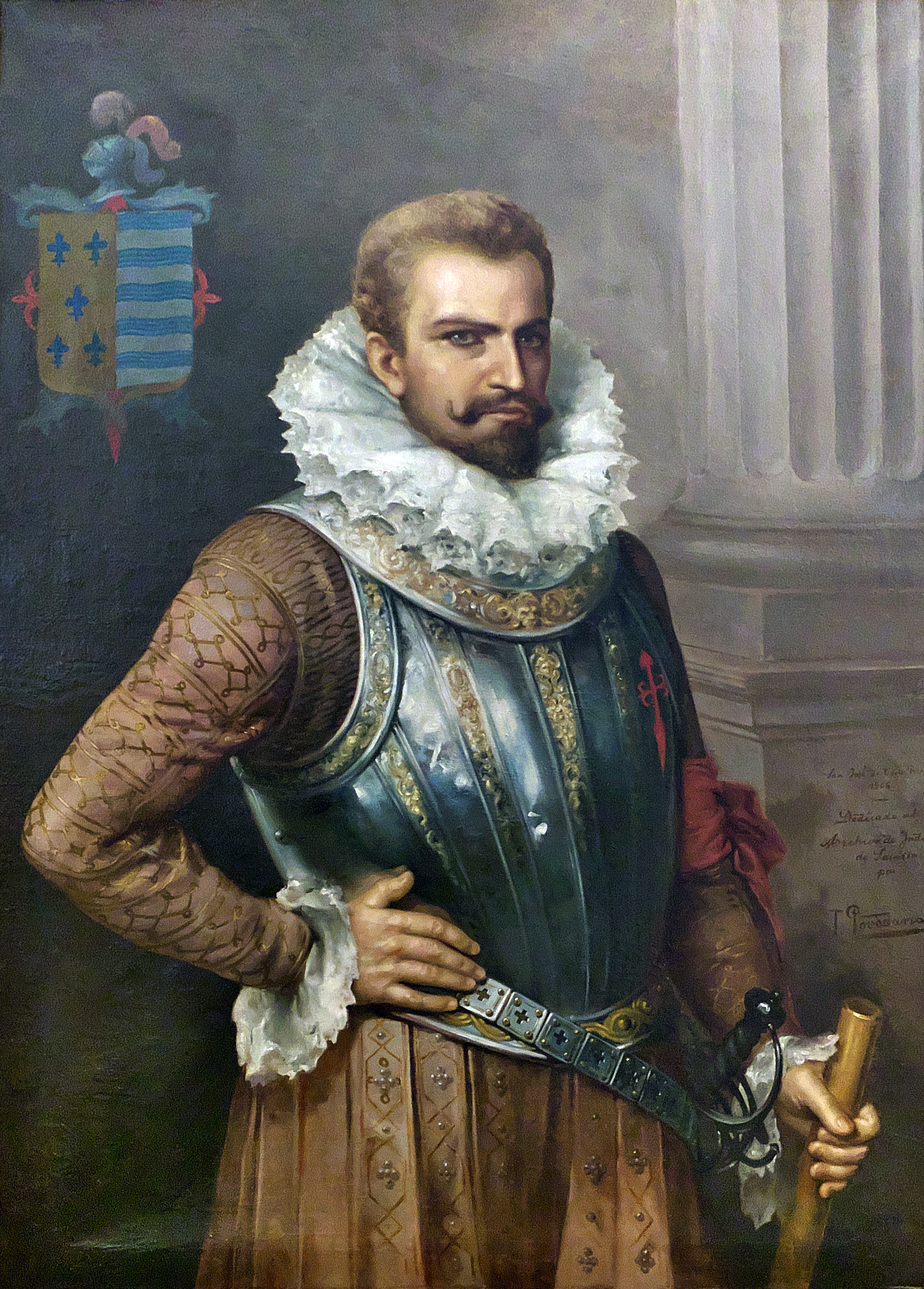
El conquistador Pedro de Alvarado en 1530 ordenó la conquista de Chiquimula de la Sierra.

El departamento de Chiquimula está ubicado en el área greográfica conocida como Región Chortí, la cual es una etnia indígena descendientes de la civilización maya, cuyo centro cultural y político se situaba en Copán (actual Honduras). Está etnia aún persiste en este departamento y existen alrededor de 52 000 chortís.
Esta etnia se encuentra concentrada en los municipios de Chiquimula, Jocotán, Camotán y menor parte de Quezaltepeque. El señorío chortí era de los más pujantes para el comercio hacia el sur de Mesoamérica.

### Época colonial
En 1524, Chiquimula recibió la primera expedición española en su territorio llevada a cabo por Hernando de Chávez, Juan Durán, Bartolomé Becerra y Cristóbal Salvatierra, entre otros. En 1526, Juan Pérez Dardón, Sancho de Barahona y Bartolomé Becerra, capitanes españoles, invadieron este departamento bajo las órdenes de Pedro de Alvarado. Los chortís y otras poblaciones indígenas no tardaron en contraponerse a la conquista de su pueblo, pero estas acciones fueron rápidamente sofocadas en 1530 por los conquistadores españoles. Los capitanes españoles le llamaron a esta región Chiquimula de la Sierra. Esta comprendía los departamentos de Chiquimula, Zacapa, El Progreso e Izabal. Esta región fue totalmente conquistada en 1532.
Durante la época colonial, el Corregimiento de Chiquimula comprendió los departamentos de Jutiapa, Jalapa, Chiquimula, Zacapa, El Progreso e Izabal, un territorio con una superficie de 21 313 km², casi un 20 % del actual territorio de Guatemala. El primer asentamiento de Chiquimula fue destruido por un violento huracán y los terremotos conocidos como de la Santísima Trinidad, en junio de 1765. Para esa época era grande y se encontraba en la parte oriente de la actual cabecera que fue levantada contigua a las ruinas de la iglesia de la Santísima Trinidad. A mediados del siglo xviii la población había llegado a su apogeo; aparte de la Iglesia Parroquial, había una Ermita, Casas Reales, Sala de Armas, cárceles públicas, cabildo indígena, mesones y viviendas. Las casas de los principales de la ciudad tenían techo de teja, mientras que las del resto del pueblo eran de paja, hojas o pajón; las Casas Reales, por su parte, albergaban la Casa de Justicia y la vivienda de los Corregidores. La ciudad estaba formada por los barrios de San Nicolás Obispo -donde estaba la iglesia principal-, San Juan, Santa Cruz, San Sebastián y El Calvario.

### SigloXIX

#### Deseo de independizarse
Después de la creación del sexto estado Los Altos de la República Federal de Centroamérica en 1830, el cual ocupaba la parte occidental de Guatemala y el estado de Chiapas y debido a que Chiquimula tenía una similar extensión superficial, población e importancia política, así como desacuerdos con la capital guatemalteca y el gobierno de Guatemala, las autoridades del entonces Corregimiento de Chiquimula buscaron la independencia de Guatemala para ser un nuevo estado, pero esto no fue posible.

#### Anexión a México
El 11 de agosto de 1822 se reunieron en la sola capitular de Chiquimula vecinos y autoridades donde se levantó un acta donde se asentó el hecho de haber dado vida al gobierno autónomo de la Provincia de Chiquimula, separándose de Guatemala y uniéndose con el gobierno de la capital del reino de México, desconociendo al de Guatemala e integrando una junta que ejercía el gobierno político, militar y de hacienda en toda la Provincia.
Inmediatamente cuando se supo en Guatemala lo sucedido en Chiquimula, se enviaron fuerzas militares al mando del coronel Pedro José de Arrivillaga con instrucciones terminantes de disolver el naciente gobierno y de someter al orden a sus integrantes. Como fracasó el movimiento de separación, el coronel Arrivillaga los obligó a firmar un acta donde juraban obediencia al Gobierno de Guatemala y de México, hasta el 1 de julio de 1823 cuando Guatemala se separó de México.

#### Formación del departamento de Chiquimula
El Estado de Guatemala fue definido de la siguiente forma por la Asamblea Constituyente de dicho estado que emitió la constitución del mismo el 11 de octubre de 1825: «el estado conservará la denominación de Estado de Guatemala y lo forman los pueblos de Guatemala, reunidos en un solo cuerpo.  El estado de Guatemala es soberano, independiente y libre en su gobierno y administración interior.»
La región de Chiquimula fue uno de los departamentos originales del Estado de Guatemala fundado en 1825; su cabecera era el poblado de Chiquimula, e incluía a los municipios de Zacapa, Acasaguastlán, Sansaria, Esquipulas, Jalapa, y Mita.
La constitución del Estado de Guatemala promulgada el 11 de octubre de 1825 también estableció los circuitos para la administración de justicia en el territorio del Estado; el área de Chiquimula incluía al Distrito N.º 4 Chiquimula, que estaba distribuido de la siguiente forma:
| N.º | Circuito      | Poblados |
| --- | ------------- | --- |
| 1   | Chiquimula    | - Chiquimula - Olopa - Piedra de Amolar - San José - Ipala - Orégano - Cubiletes - Hermita - Alotepeque - San Isidro - Concepción - Esquipulas - Atulapa - Jagua - Quezaltepeque - Orcones - Jupilingo - Camotán - San Jacinto - San Juan Hermita, Chancó - San Nicolás - Jocotán - Santa Elena - San Esteban |
| 2   | Acasaguastlán | Acasaguastlán, San Agustín, Sanarate, Tocoy, Magadalena, Agua Blanca, Chimalapa, San Clemente y Guastatoya. |
| 3   | Jalapa        | Jalapa, Santo Domingo, Jilotepeque y Pinula. |
| 4   | Zacapa        | Zacapa, Santa Lucía, San Pablo, Gualán, Izabal, Río Hondo, Trapiche, Estanzuela, Uzumatán y Teculután. |

Y el Distrito N.º 3 Mita, el que estaba distribuido así:
| N.º | Circuito       | Poblados |
| --- | -------------- | --- |
| 1   | Mita           | - Asunción - Achuapa - Chingo - Agua Blanca - Quequesque - San Antonio - Anguiatú - Las Cañas - Limones - Mongoy - Espinal - Hermita - Jutiapa - Santa Catarina - Atescatempa - Yupiltepeque - Zapotitlán - Papaturro - San Diego |
| 2   | Jalpatagua     | - Jalpatagua - Sacualpa - Quezada - Tempisque - Conguaco - Asulco - Comapa - Moyuta - Pasaco - Sapuyuca - San Vicente - Coco - Platanar - San Diego - Laguna Grande - Don Melchor - San Isidro - Soyate - Coatepeque              |
| 3   | Cuajiniquipala | - Cuajiniquilapa - Mataquescuintla - Los Esclavos - Oratorio - Concepción - La Vega - El Pino - Los Verdes - Los Arcos - Corral de Piedra - San Juan de Arana - El Zapote - Santa Rosa - Jumay - Las Casillas - Epaminondas       |

#### Segregación de la región de Mita

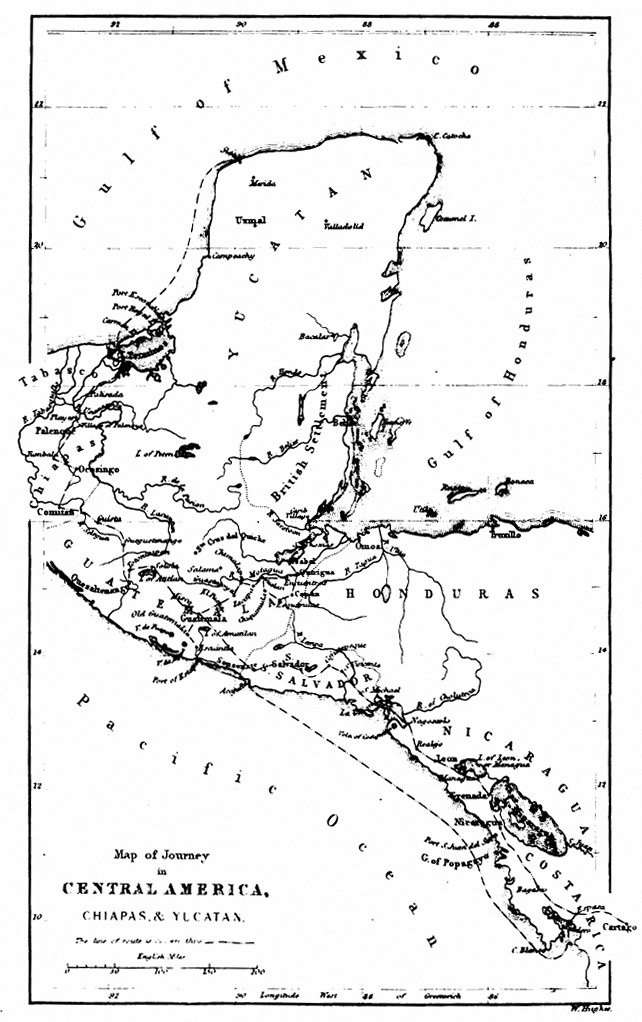
Mapa de Guatemala en 1839, elaborado por el arquitecto británico Frederick Catherwood, quien visitó Guatemala en compañía del explorador estadounidense John Lloyd Stephens en comisión del presidente de los Estados Unidos, Martin Van Buren.

El 25 de febrero de 1848 la región de Mita fue segregada de Chiquimula y dividida en tres departamentos: Jutiapa, Santa Rosa y Jalapa.  Específicamente, el departamento de Jutiapa incluyó a Jutiapa como cabecera, Yupiltepeque, Asunción y Santa Catarina Mita y los valles aledaños que eran Suchitán, San Antonio, Achuapa, Atescatempa, Zapotitlán, Contepeque, Chingo, Quequesque, Limones y Tempisque;  además, incluía a Comapa, Jalpatagua, Asulco, Conguaco y Moyuta.

#### Batalla de la Arada

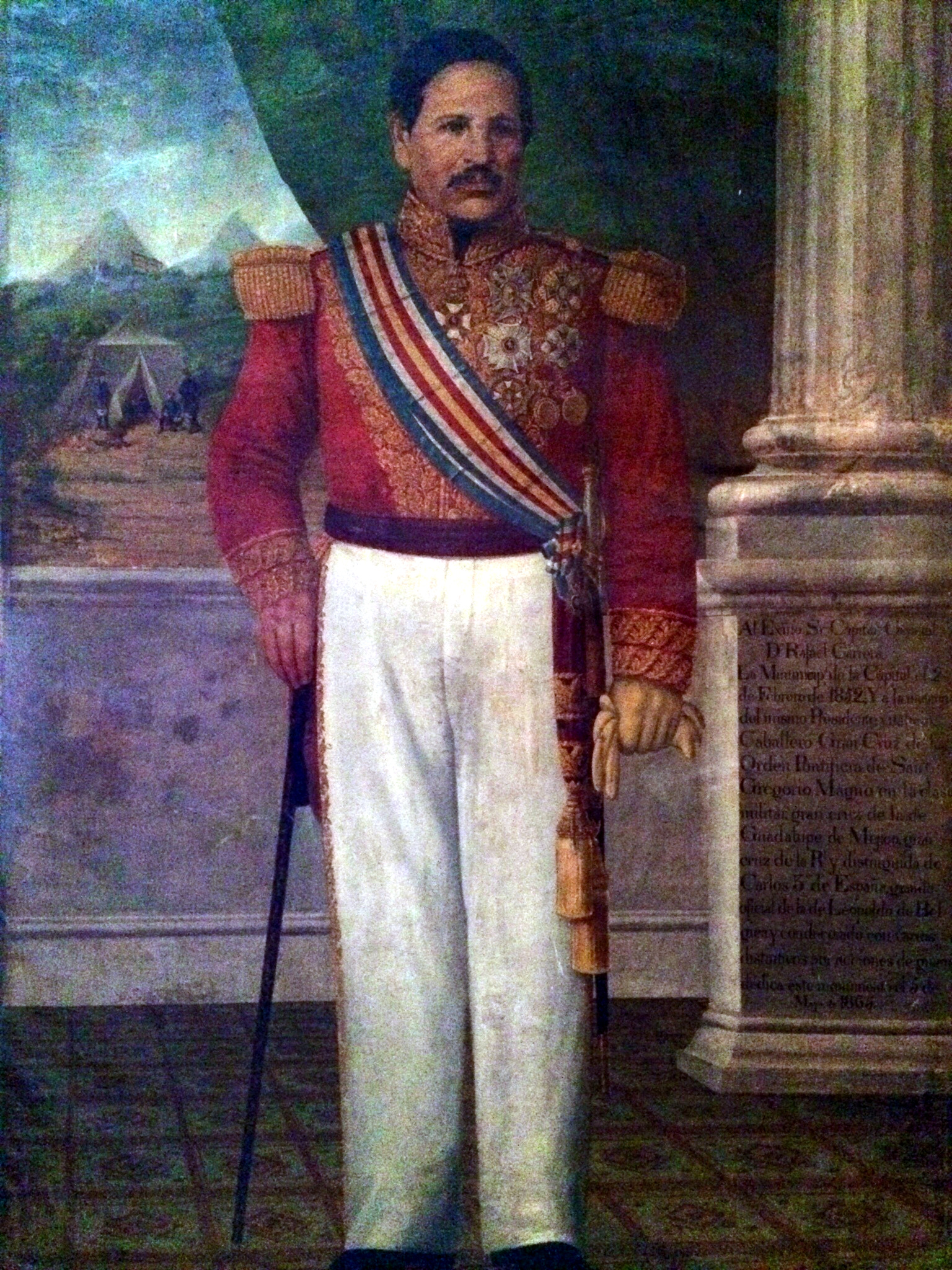
Capitán General Rafael Carrera, derrotó a Vasconcelos en la Batalla de la Arada.

Históricamente Chiquimula tuvo una participación marcada en los movimientos de Independencia, así como en batallas libradas durante el siglo xix, siendo la más importante la de La Batalla de la Arada, donde el ejército de Guatemala venció a las tropas invasoras de los gobiernos liberales de El Salvador y Honduras.
El 4 de diciembre de 1847 se llevaron a efecto las elecciones presidenciales en El Salvador, en las que resultó elegido el liberal Doroteo Vasconcelos para el bienio 1848-1850. Al acabar su periodo, dejd el poder a Ramón Rodríguez, quien se lo devuelve cuatro días después para un nuevo periodo de dos años. Durante su gobierno, Vasconcelos repatrió de Costa Rica los restos del general liberal hondureño Francisco Morazán, y los hizo sepultar con honores de estado en el Cementerio General de San Salvador. Vasconcelos brindó asilo a los liberales guatemaltecos que habían sido exiliados por el gobierno conservador de Rafael Carrera, lo que generó hostilidades entre El Salvador y su vecino centroamericano. En 1851, los gobiernos de El Salvador y Honduras firmaron una alianza contra Carrera, para eliminar de una vez por todas el último obstáculo para la Federación Centroamericana que anhelaban los liberales, y que Morazán no pudo materializar por la férrea posición conservadora de Guatemala, y especialmente, de Rafael Carrera y el clero guatemalteco.
Los ejércitos de ambos países penetraron a Guatemala por el departamento de Jutiapa. El presidente  de Guatemala, coronel Mariano Paredes, nombró a Rafael Carrera -quien era él tenía el mando supremo en el país- como general en Jefe del Ejército, y este inmediatamente comenzó a destacar sus fuerzas hacia Jutiapa, pero considerando que el principal objetivo de los aliados era tomar Chiquimula, marchó él mismo a este departamento. El 28 de enero de 1851 el presidente Vasconselos envió una larga exposición al Ministro de Relaciones Exteriores de Guatemala, pidiéndole -entre otras cosas- que el general Carrera y su ejército abandonaran Centroamérica y que el ejército salvadoreño pudiera ocupar un lugar conveniente de Guatemala mientras se cumplían los puntos mencionados; Vasconcelos advirtió a Guatemala que en caso de no acceder a lo expuesto sería inevitable la guerra.
El gobierno de Guatemala rechazó firmemente la propuesta liberal, y las fuerzas de Carrera que se habían unido a las de Jalapa al mando del General Vicente Cerna y Cerna -y que sumaban dos mil efectivos- salieron al encuentro de los aliados, replegándose y fortificándose en las alturas de San José La Arada. El 31 de enero el ejército invasor -compuesto de cuatro mil quinientos efectivos- al mando de Vasconcelos y otros generales centroamericanos, entraron a Ipala donde enviaron un mensaje a Carrera diciéndole que el cónsul francés se ofrecía a mediar y que si pasadas 24 horas no se recibía respuesta, se romperían hostilidades. Efectivamente, el 1 de febrero entraban en San José las tropas del ejército invasor, separadas de las de Guatemala únicamente por el río que lleva el mismo nombre. En las primeras horas del día 2 de febrero, comenzó la batalla y después de una cruenta lucha, la batalla terminó a las 4 de la tarde del mismo día, con el triunfo de las fuerzas guatemaltecas.
La derrota del ejército aliado que invadió Guatemala fue aplastante; incluso se vio a dos generales aliados huir del campo de batalla montados en el mismo caballo y al general Carrera lo encontraron desmayado bajo la sombra de un árbol y con el sable lleno de sangre aún en la mano. Tras este fracaso militar quedó definitivamente eliminada toda posibilidad de crear la Federación Centroamericana de los liberales que en el fondo, no era el ideal de ver a "Centro América unida" sino que eran intereses económicos de los grupos de poder económico, que gozaban de la simpatía de ingleses que buscaban afianzarse en todos los territorios. La lucha de Carrera fue por proteger al país de terminar como Belice, o como pasaba en las costas de Honduras, atestadas de ingleses comerciando ilegalmente y afianzando su poder. Carrera se reafirmó en el poder, Guatemala estableció un Concordato con la Santa Sede en 1852 en donde se cimentaban la relación Estado e Iglesia y el poder conservador en Guatemala. La intervención de la Iglesia era porque en el fondo, se sabía que detrás de todo el movimiento liberal, actuaban los masones, sociedades secretas que ambicionan el poder, como ha sucedido con todos los presidentes de Guatemala desde la independencia. y el presidente Vasconcelos tuvo que renunciar a su cargo y se retirarse de la política.

#### Toma del Castillo de Omoa en Honduras
Otro dato histórico de importancia se refiere a la invasión del ejército hondureño al territorio guatemalteco en noviembre de 1852. Después de varias batallas el ejército hondureño se retiró y el general Carrera frente a un ejército reunido en poblados de Chiquimula, salió hacia Izabal y de aquí se dirigió navegando hasta Omoa. Pasó por los restos de la colinia belga en Santo Tomás de Castilla, en donde se reunió con su hijo José, quien acababa de regresar al culminar sus estudios en Europa. La guarnición hondureña que defendía el fuerte no era muy numerosa y en cuanto arribaron, el general Carrera ordenó el ataque al Coronel José Víctor Zavala. El castillo se rindió sin mayor resistencia, el 24 de agosto de 1853, pero desafortunadamente para Carrera, su hijo murió en combate.
A su regreso a Guatemala, el general Carrera trajo como botín de guerra varios cañones del castillo de Omoa; uno de ellos se quedó en el cuartel de Chiquimula y los otros fueron trasladados a la capital, colocándolos en el exterior de la antigua Escuela Politécnica.

#### Gobierno del mariscal Vicente Cerna y Cerna

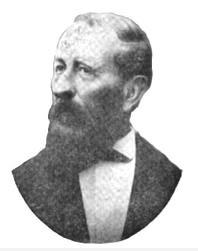
Mariscal Vicente Cerna y Cerna, presidente de Guatemala de 1865 a 1871. Era oriundo de Ipala, Chiquimula.

Durante el gobierno conservador del capitán general Rafael Carrera, uno de sus principales aliados fue el mariscal Vicente Cerna y Cerna, quien era originario de Chiquimula.  Cerna nació en el municipio de Ipala a principios del siglo xix, y, gracias a sus servicios militares bajo el mando de Carrera, fue nombrado procurador y corregidor de Chiquimula; participó en la Batalla de la Arada como coronel, al mando de una facción del Ejército conservador de Guatemala cuando era corregidor de Chiquimula en 1851. Posteriormente, estuvo entre los firmantes del acta donde se declara a Carrera Presidente Vitalicio de Guatemala en 1854.
En 1863 el general hondureño José María Medina Castejón, con su alto mando compuesto entre otros oficiales por el general Florencio Xatruch, y el teniente coronel Juan Antonio Medina Orellana, conversaron con el general Rafael Carrera, quien reunió un ejército con hondureños, salvadoreños y guatemaltecos comandados por el entonces general brigadier Vicente Cerna y Cerna. Dicho ejército invadió Honduras, tomando Cucuyagua el 10 de junio y luego “Los Llanos” de Santa Rosa el 15 de junio, consiguiendo que luego de esta acción, las comunidades de Gracias a Dios y sus alrededores proclamaran a José María Medina como presidente de Honduras;. Finalmente, marcharon hacia la capital Comayagua para deponer al presidente interino José Francisco Montes Fonseca. Las tropas gubernamentales de Honduras, incendiaron la ciudad de Comayagua antes de huir al ver que el ejército de Cerna les superaba.  Tras esta acción, el general brigadier Cerna fue ascendido a Mariscal.
En 14 de abril de 1865 murió el capitán general Rafael Carrera, y la asamblea se reunió el 3 de mayo para elegir al hombre que debería sustituirlo en la presidencia de la República, saliendo destinado el mariscal Cerna, quien aún desempeñaba el puesto de corregidor de Chiquimula. El consejero de Estado, Manuel Francisco González no logró superar los 26 votos.
Entre los logros de su mandato figuran la introducción del telégrafo, el estudio de líneas de ferrocarril y la construcción del puerto de San José en el Pacífico. Sin embargo, no fue capaz de prever la transición de la exportación del añil hacia la del café, manteniendo el país en un estado de feudalismo, según palabras de Miguel Ángel Asturias en su libro Hombres de maíz.
Su estilo de gobierno autoritario y represivo levantó los ánimos de la oposición liberal.  El levantamiento de Serapio Cruz en 1867 fue sofocado y Cerna fue elegido de nuevo el 17 de enero de 1869, lo que provocó protestas lideradas por Luis Rubio, quien falleció en los altercados. Cruz y Justo Rufino Barrios se levantaron de nuevo pero fueron derrotados el 1 de enero de 1870, tras lo cual Cruz fue decapitado y su cabeza exhibida públicamente y llevada en una canasta desde Palencia hasta Guatemala.
Los autores liberales como Alfonso Enrique Barrientos describen así el gobierno del Mariscal Cerna:

«Un gobierno conservador y retrógrado, mal organizado y peor intencionado, piloteaba el país, centralizando los poderes en Vicente Cerna, mílite ambicioso que, no contento con ostentar el grado de general, se había autoascendido a Mariscal, o obstante que ese grado no existía ni existe en la organización militar guatemalteca.  El mariscal se decía Presidente de la República, pero en realidad era el capataz de un pueblo oprimido y vejado, adulador y cobarde que no se había atrevido ni siquiera a decir al dictador que se retirara de la presidencia amenazándolo con la revolución».

Ante estas afirmaciones, algunas observaciones son necesarias:
1. Por gobierno conservador, retrógrado y mal organizado Barrientos quiere decir que no había separación entre Iglesia y Estado ya que el gobierno conservador estaba fuertemente ligado al poder de las órdenes regulares de la Iglesia Católica, quienes estaban entonces entre los principales terratenientes de Guatemala. La estrecha relación entre Estado e Iglesia en Guatemal había sido ratificada mediante el Concordato de 1852, el cual estuvo vigente hasta la caída de Cerna.[26]
2. El pueblo oprimido y vejado: se refiere aquí a los liberales, quienes no se habían atrevido a alzarse durante el gobierno de Carrera (1840-1865) porque hasta los generales liberales como Serapio Cruz se habían dado cuenta de que el poder político y militar de Carrera era considerable y prácticamente invencible, e incluso hasta pelearon bajo sus órdenes.[27] Los liberales esperaron a que muriera Carrera para alzarse y dirigieron contra Cerna todo el encono que hasta entonces tenían contenido.
3. El grado de Mariscal sí existía en el ejército guatemalteco en ese entonces:  tras la invasión a El Salvador fueron ascendidos a mariscales los oficiales Serapio Cruz -Tata Lapo- y José Víctor Zavala -el Mariscal Zavala-, quienes habían sido de gran importancia en la vida militar del país en la segunda mitad del siglo xix.[34]

### SigloXX

#### Inicio de la década de 1910

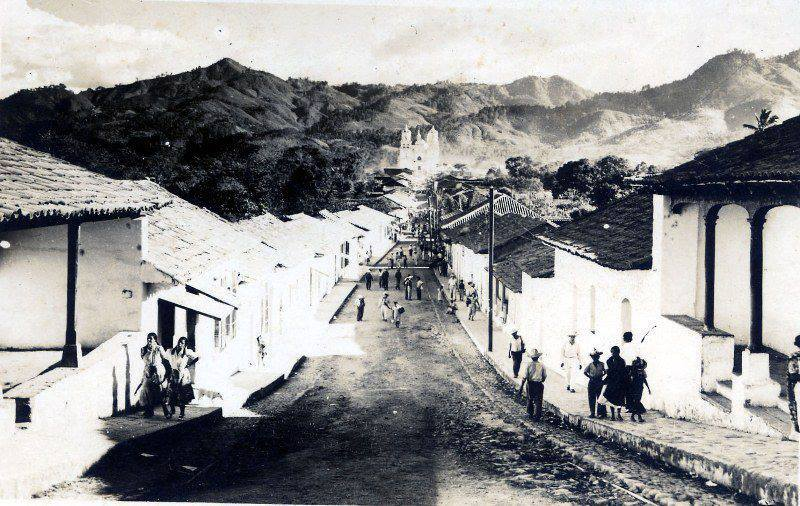
Fotografía de la 3.ª avenida de la Ciudad de Esquipulas (en ese entonces villa de Esquipulas); al fondo, la Basílica de Esquipulas. Esta fotografía se encuentra en la Biblioteca Abad Mateo Martín de la Basílica de Esquipulas y fue tomada a principios de la década de 1910.

Durante la administración del general José María Reyna Barrios, año 1889, fue creado el Instituto de Artes y oficios que funcionó en el local, donde hoy funciona la Escuela n.º 2 "Macario Rivas Sotomayor". Muchos artesanos de la Ciudad de Guatemala llegaron a Chiquimula a prestar sus servicios en aquel establecimiento, uno de sus directores fue el señor Antonio Silva. En 1904 el Instituto fue clausurado. Esta escuela práctica funcionó en el edificio que ocupa actualmente la escuela para niñas "Florencia Méndez". El edificio fue inaugurado el 21 de noviembre de 1907, día del cumpleaños del Presidente Manuel Estrada Cabrera, pero desafortunadamente fue cerrado por falta de presupuesto.
Años más tarde fue reabierto el Instituto de Artes y Oficio, pero durante la administración del general Jorge Ubico volvió a ser clausurado, esta vez para siempre, su director era el profesor Juan Manuel Aguirre.

#### Inicio de la década de 1950
Los principales centros urbanos del departamento eran Chiquimula y Esquipulas. Las calles de las villas de estos municipios se construyeron en dirección al este y las avenidas en dirección al sur. En estos centros urbanos se encontraba una pila pública donde las mujeres llegaban a lavar ropa o a llevar agua para sus hogares.
Uno de los medios de comunicación más utilizados a inicio de esta década fue el telégrafo, pues no había otro medio por el cual comunicarse, más que por medio de cartas. La oficina de Correos y Telégrafos se ubicaba en la ciudad de Chiquimula y esta distribuía el correo en el interior del departamentos por medio de una camioneta.

#### Liberación Nacional

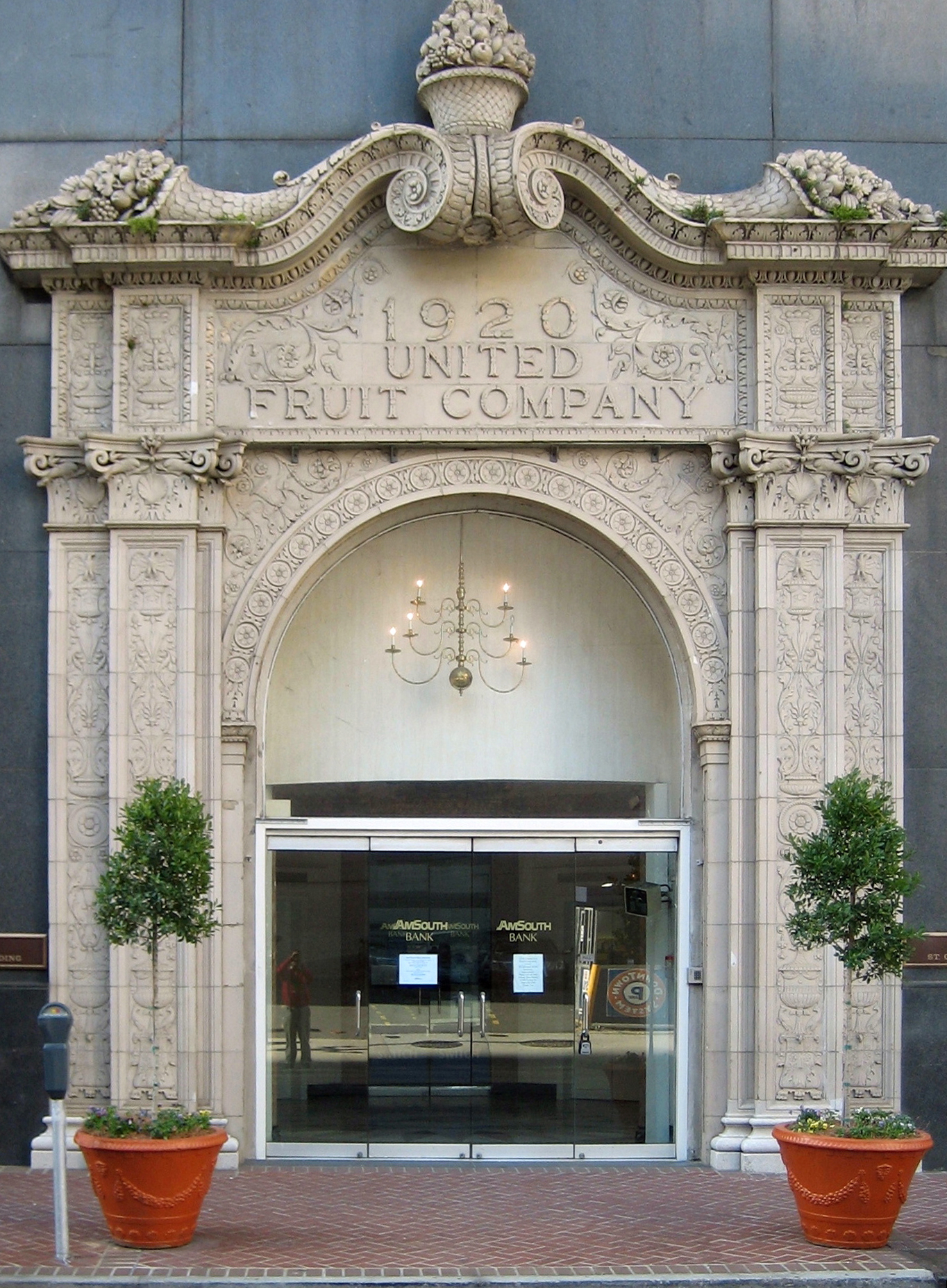
Entrada de la sede de United Fruit Company. La multinacional frutera impulsó el golpe ante la repartición de tierras baldías.

Se le conoce como Liberación Nacional, al movimiento y proceso anterior al golpe de Estado de 1954, que derrocó al presidente constitucional Jacobo Árbenz Guzmán con el apoyo logístico de la United Fruit Company y bajo la dirección de la CIA mediante la Operación PBSUCCESS. Este movimiento creó un ejército, el Ejército de Liberación, dirigidos por el coronel Carlos Castillo Armas. Estos fueron reclutados en Honduras y Esquipulas; municipio donde se mantuvo refugiado y planeando la toma de la Ciudad de Guatemala y el Palacio de Gobierno.

#### Golpe de Estado
En 1951 cuando Jacobo Árbenz tomó posesión de la presidencia de Guatemala, fue acusado de tener ideales comunistas por los opositores a sus políticas reformistas, especialmente el Decreto 900 de Reforma Agracia. La CIA (Agencia Central de Inteligencia de Estados Unidos) planeó un golpe de Estado liderado por el coronel Carlos Castillo Armas, que en ese entonces se encontraba en Honduras. En junio de 1954, Castillo Armas entró al municipio de Esquipulas junto con el llamado Ejército Liberal, se mantuvo refugiado varios días en la localidad, y fue desde allí donde buscó aliarse con otros municipios, y en donde el Cristo Negro de Esquipulas fue nombrado comandante del Movimiento de Liberación Nacional.
En junio de 1954 aparecieron una serie de rótulos en las principales ciudades del oriente guatemalteco, incluida Esquipulas, los cuales decían: «El día de la Liberación: los que apoyen a Castillo Armas vivirán, los que apoyen a Árbenz morirán".
El 27 de junio de 1954, Jacobo Árbenz llegó a la ciudad de Chiquimula, donde presentó su renuncia formal al cargo de presidente de Guatemala.
El 1 de septiembre de 1954, Carlos Castillo Armas tomó posesión al cargo de presidente de Guatemala. Su período llegó a su fin con su asesinato el 26 de julio de 1957, considerado el primer magnicidio del siglo xx en Guatemala.

#### Guerra Civil de Guatemala

La Unidad Revolucionaria Nacional Guatemalteca fue el principal grupo guerrillero que se enfrentó con el Ejército de Guatemala.

Las Fuerzas Armadas Rebeldes, que se reorganizaron a partir del Movimiento Revolucionario 13 de noviembre (MR-13) en marzo de 1965, establecieron a Chiquimula como un corredor estratégico entre el Frente Guerrillero «Edgar Ibarra», ubicado en la Sierra de las Minas, y la frontera con Honduras.  Una unidad del MR-13 llegó hasta Olopa, reuniendo a los indígenas ch'ortís, ofreciendo tierra y libertad.  En su trabajo organizativo, los cuadros del MR-13 se apoyaron en los dirigentes local del movimiento agrarista de los años cincuenta y en los líderes de los partidarios del Partido Revolucionario. Gran parte de las personas que asistieron a las reuniones con la guerrilla en las aldeas eran militantes o seguidores del Partido Revolucionario, pero no todos los miembros de este partido eran miembros políticos de la insurgencia.  Para 1966 la guerrilla controlaba varias aldeas de la región, pero en noviembre de ese año el Ejército instaló un destacamento en la cabecera municipal de Olopa y dio comienzo una ofensiva contra la insurgencia y sus colaboradores.
Las FAR participaron en la contienda política arengando a la población para que votara por Julio César Méndez Montenegro, pero al asumir este la presidencia el Ejército de Guatemala, quien era el que en realidad tenía el poder, no le permitió ningún margen de acción, y los intentos por reducir la violencia tanto de la extrema derecha y de la extrema izquierda no fueron suficientes. De hecho, durante su gobierno la violencia política se incrementó.  Es más, dos años después de la toma de posesión, el vicepresidente de la República Clemente Marroquín Rojas hace público que el presidente había pactado previamente con el ejército, quien arrogándose ser quien decidía lo mejor para la nación, lo conminó a que les deje mano libre para aplicar su estrategia contrainsurgente a cambio de dejarlo gobernar. Así pues, a los pocos meses de su gobierno, el ejército inició la represión en el campo y la ciudad. Por otra parte, en Río Hondo, Estanzuela, Teculután, Santa Rosalía y otros lugares del departamento de Zacapa, la población creía que los guerrilleros iban a regresar a la capital para tomar el poder junto con Méndez Montenegro, pero cuando éstos le dicen a la población que no es así, que deben esperar y que va a haber una guerra prolongada, los pobladores se desencantan del movimiento guerrillero y los campesinos, sintiéndose engañados, por retirar su colaboración a la guerrilla.
El 2 de octubre de 1966, Luis Turcios Lima, comandante guerrillero, falleció carbonizado en un accidente de tránsito en la 11 avenida y 10a calle de la zona 1 de la Ciudad de Guatemala a las 3 de la mañana, salvándose la dama que lo acompañaba. Los guerrilleros calificaron la muerte como un atentado, aduciendo que el vehículo en que se conducía Turcios Lima había sido «modificado» para que a determinada velocidad «frenara de repente», ocasionando que volcara y se incendiara. Lo extraño del accidente, es que el comandante guerrillero iba conduciendo el vehículo, sin seguridad o escolta, a tan altas horas de la noche. La muerte de Turcios Lima ocasionó un desmoronamiento en las filas de las FAR, pero la agrupación trata de reponerse con el nombramiento de César Montes.
Con la muerte de Turcios Lima y la ofensiva contrainsurgente, la desesperación cundió en el grupo y se dieron deserciones y entregas voluntarias a las autoridades. Se estima que al final de este operativo, habían muerto entre cinco mil y seis mil personas. A finales de 1968 el coronel Carlos Arana Osorio informó de manera oficial que se había neutralizado el accionar militar del PGT, las FAR y el MR-13 y se determinó que la guerrilla no había «echado raíces» entre la población civil. Por su comportamiento durante esta ofensiva, Arana Osorio fue conocido como «el Chacal de Oriente». El Partido Guatemalteco del Trabajo trató de sostener la guerra popular prolongada en tres fases, adoptada en el III Congreso del partido donde se estableció como opción única la utilización de todas las formas de lucha,  y lo confirmó un año después al definir que la lucha armada «es la que permitirá el acceso al poder». Sin embargo, ante los errores tácticos y estratégicos cometidos por la dirección del partido, las FAR desautorizaron al PGT en 1968 y decidieron reorganizarse y continuar solos en la lucha. Los dirigentes de los grupos subversivos analizaron las causas de la derrota militar y concluyeron que hubo errores en la concepción del planeamiento revolucionario; además el área donde operaban no permitía incorporar al pueblo a la lucha armada ni unirse a la masa campesina, por lo que el accionar político militar fue ineficaz.
Después de la aplastante derrota que sufrió a finales de 1968, ocurrió un cambio en la mentalidad dentro del grupo, lo cual la llevó a abandonar en gran medida la inspiración Castrista de la década de los sesenta, para adoptar una ideología mucho más nacionalista e indigenista. Este cambio provocó una división dentro de las FAR, que estaban en crisis, conformando el Ejército Guerrillero de los Pobres, el cual surgió a inicios de 1972 y tuvo la peculiaridad de tener el apoyo de católicos comprometidos con los pobres afines a la Teología de la Liberación.
El 25 de diciembre de 1977, en la aldea El Carrizal, municipio de Olopa, miembros del Ejército de Guatemala capturaron a Demetrio Ramírez y Felipe Gómez Pérez y a cuatro hombres no identificados. Los soldados los trasladaron a la aldea San José Las Lágrimas, donde estaban los comisionados militares y los integrantes del Escuadrón de la Muerte “Los Pacheco”, quienes eran miembros del MLN. No se volvió a saber de ellos. También ese mismo día, en el camino que va entre la aldea Horcones, municipio de Esquipulas y la aldea El Carrizal, municipio de Olopa, ambas de Chiquimula, miembros del Ejército de Guatemala capturaron a Vicente Gutiérrez Linares, quien también desapareció.

#### Visita de Teresa de Calcuta
La Premio Nobel de la Paz Teresa de Calcuta visitó el departamento de Chiquimula el 18 de julio de 1980, el motivo principal de su visita se debió a que tendría que inaugurar la Plaza Centroamericana de la Paz, ubicada en el convento Belén, en el Cerrito Morola de la ciudad de Esquipulas.

#### Caída de la guerrilla
En 1982 las FAR se integraron a la Unidad Revolucionaria Nacional Guatemalteca., pero a pocos meses de haber comenzado el gobierno de facto del general Efraín Ríos Montt, el frente guerrillero 13 de noviembre fue desmantelado y su ruptura fue inmediata. Después de esta caída la guerrilla no pudo retomar fuerza en el departamento y por motivo de esto fue uno de los principales departamentos en los que los ciudadanos prestaron servicio militar.

#### Inicio del proceso de paz

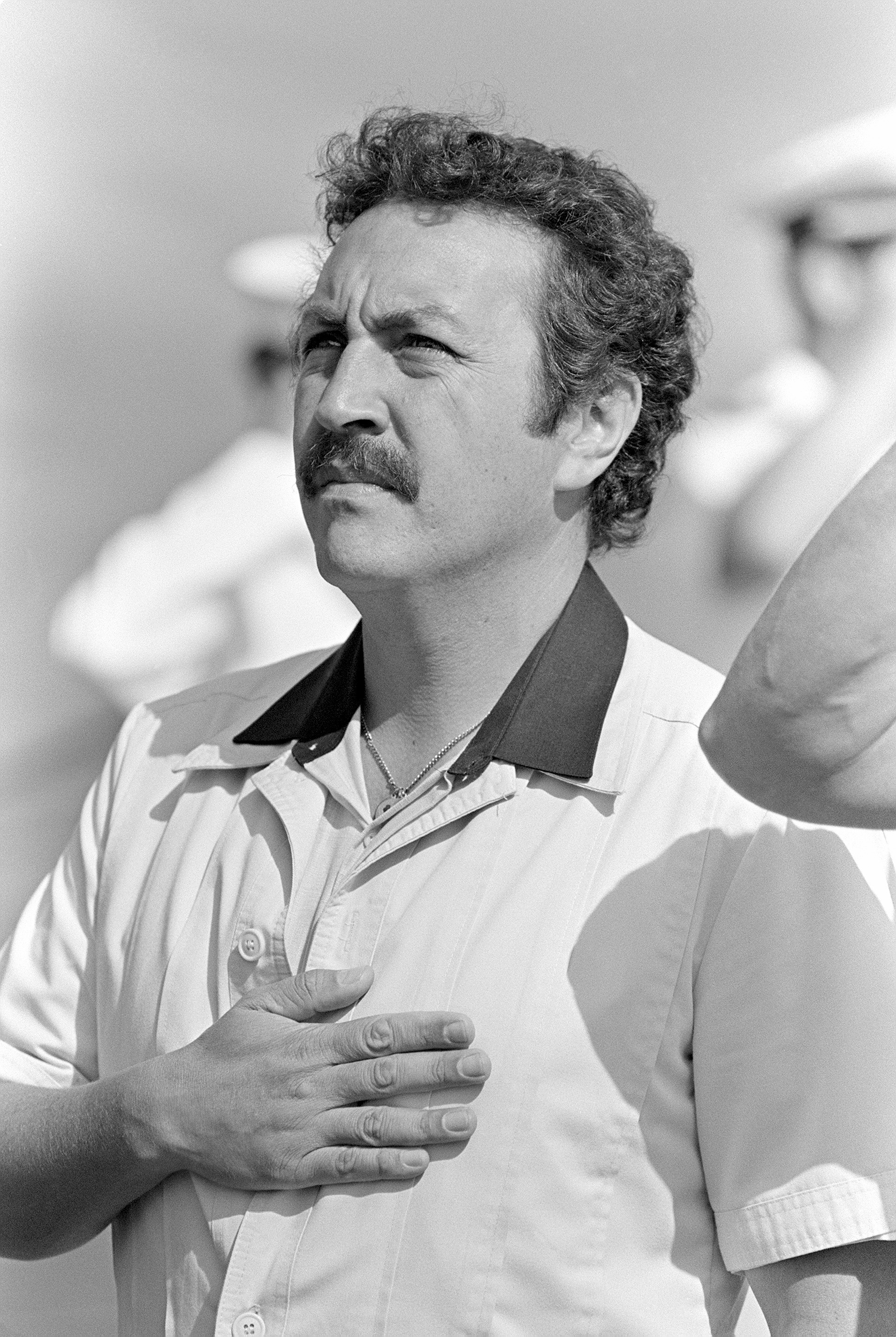
Vinicio Cerezo, presidente de Guatemala entre 1986 y 1991, fue el que inició con el proceso formal para buscar el fin de las guerras internas en los países centroamericanos, finalizando el proceso en la firma del Acuerdo de Esquipulas.

Después de que se dieron los acercamiento informales entre el Gobierno de Guatemala y la Unidad Revolucionaria Nacional Guatemalteca (URNG) en 1981 y 1982, durante el gobierno del general Efraín Ríos Montt, que posteriormente fue derrocado por su ministro de defensa Óscar Humberto Mejía Victores.
El 14 de mayo de 1986, los presidentes centroamericanos se dieron cita en la Ciudad de Esquipulas, para llegar a un proceso de paz y terminar con la guerra civil de Guatemala y El Salvador, y forjar la paz en toda América Central. Iniciativa del presidente guatemalteco Marco Vinicio Cerezo y fuertemente apoyada por el presidente costarricense Óscar Arias. El 25 de mayo de 1986 firmaron el primer acuerdo llamado Esquipulas I, que sirvió de base para consolidar la decisión política de los gobernantes y establecer con Esquipulas II en 1987 el procedimiento para conseguir la "Paz Firme y Duradera" en la región.

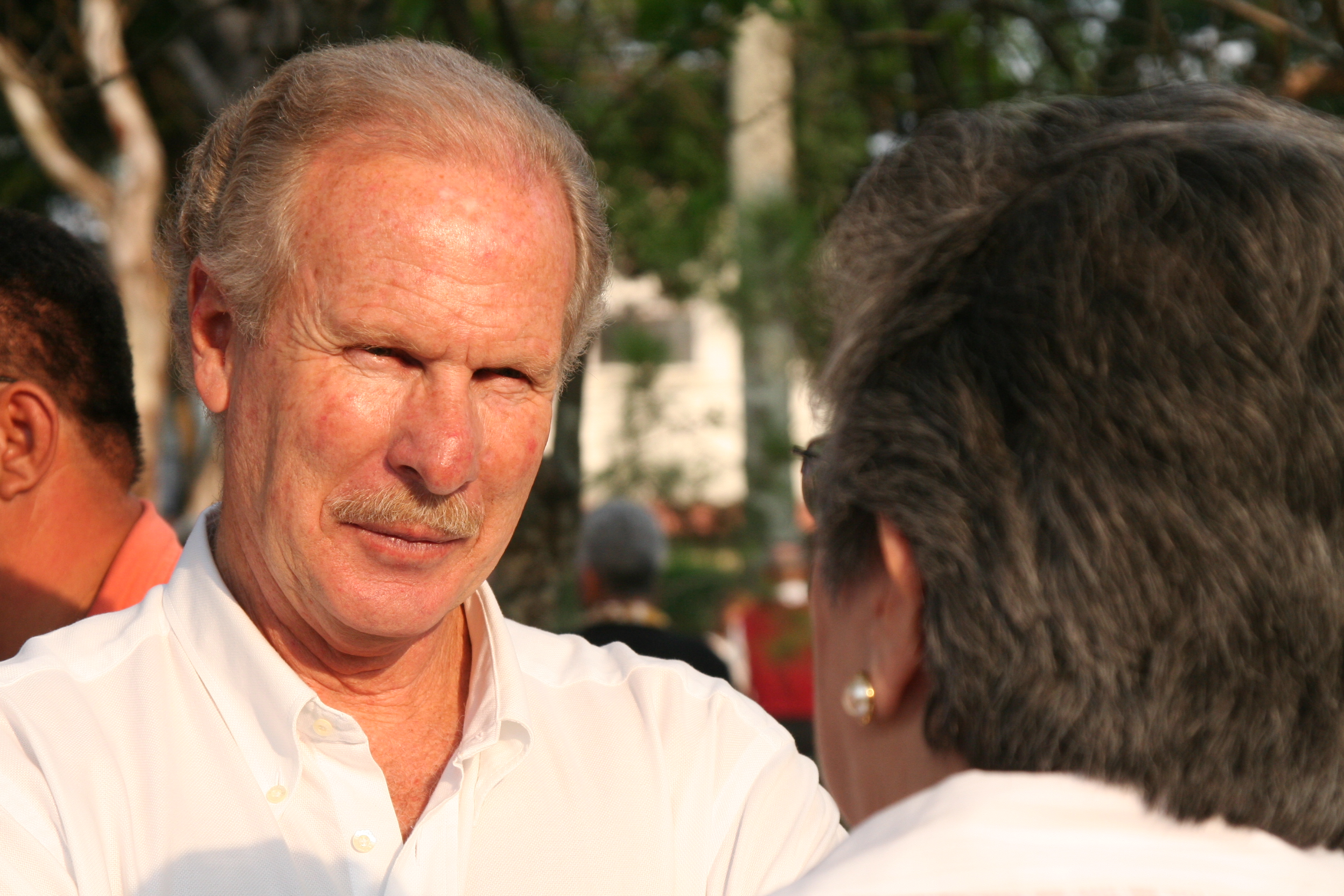
Durante el gobierno de Álvaro Arzú Irigoyen se firmó el Acuerdo de Paz de Guatemala entre el Ejército y la URNG, el cual puso fin al enfrentamiento armado interno que duró 36 años.

El 7 de agosto de 1987 los cinco presidentes centoamericaos firmaron el Acuerdo Esquipulas II en la Ciudad de Guatemala.

#### Firma de los Acuerdos de Paz
Durante 1996, se dieron las primeras negociaciones entre el gobierno y la Unidad Revolucionaria Nacional Guatemalteca. Finalmente el 29 de diciembre de 1996 se firmó el Acuerdo de Paz Libre y Duradera de la República de Guatemala, el cual culminó con la Guerra civil de Guatemala. En esa fecha finalizaron los procesos de paz en Centroamérica iniciados en 1986.
En 1996 y 1997 se conmemoró la primera década del inicio del proceso de paz en Centroamérica.

#### Visita de Juan Pablo II a Esquipulas
El 29 de diciembre de 1996, la Ciudad de Esquipulas fue visitada por Juan Pablo II, fue la segunda visita oficial que hizo este país. Su visita se debió al cuarto centenario de que se esculpiera el Cristo Negro y fuese llevado a esta ciudad.

## Costumbres y tradiciones
Durante sus fiestas realizan eventos religiosos, sociales, culturales, deportivos y las danzas folclóricas de: Moros y Cristianos.

## Geografía

### Localización
Chiquimula limita al norte con el departamento de Zacapa; al sur con la República de El Salvador y el departamento de Jutiapa; al este con la República de Honduras; y al oeste con los departamentos de Jalapa y Zacapa.
| Noroeste: Zacapa       | Norte: Zacapa                           | Nordeste: Zacapa                  |
| Oeste: Jalapa y Zacapa |                                         | Este: República de Honduras       |
| Suroeste: Jutiapa      | Sur: Jutiapa y República de El Salvador | Sureste: República de El Salvador |

### Clima
Chiquimula es conocido como uno de los departamentos más calientes de Guatemala, sin embargo, hay variedad de climas, predominando el cálido-árido. Cerca del Volcán Ipala hace un clima templado y a veces frío.
| Clasificación      | Número | Köppen-Geiger | Listado                                                      |
| ------------------ | ------ | ------------- | ------------------------------------------------------------ |
| Sabana tropical    | 8      | Aw            | El Florido, Camotán, Jocotan, San Juan Ermita, Quezaltepeque |
| Caliente semiárido | 2      | BSh           | Chiquimula, San José la Arada                                |
| Oceánico           | 1      | Cfb           | Olopa                                                        |

### Hidrografía
En lo que se refiere a su hidrografía, dentro del departamento son dos las principales cuencas hidrográficas, cuyas corrientes a su vez son tributarias de las que hacia el norte descargan sus aguas en el mar Caribe, y por el sur, después de atravesar la República de El Salvador, desembocan en el Océano Pacífico.
En el municipio de Camotán, penetra procedente de Honduras, el río Copán, que después se conoce como río Grande o Camotán y aguas abajo como Jocotán, el que después de recibir numerosos afluentes, a su vez descarga en el río Grande, el cual dentro del territorio de Zacapa se denomina Grande o de Zacapa. Hacia el sureste y sur del departamento y sirviendo parcialmente de linderos con Honduras y El Salvador, respectivamente, están los ríos: Frío y Sesecapa, Anguiatú y Ostúa, entre los principales de la región.

### Orografía
La cordillera central proviene de Jalapa, penetra por la parte sur del departamento, donde forma estribaciones de la sierra del Merendón en el confín de la República de Honduras y de El Salvador.
Todavía dentro del departamento de Jalapa, en el municipio de San Luis Jilotepeque, el macizo que se conoce localmente como montaña de Pinula, desciende por su lado Este al valle regado por el río Colima, que ya dentro del departamento de Chiquimula forma a un ancho valle en el municipio de Ipala, que por el Sur tiene el volcán de Ipala.
El sistema montañoso que penetra desde el departamento de Zacapa desciende a los municipio de Camotán, Jocotán y Chiquimula. El macizo montañoso es bastante irregular y sus estribaciones continúan dentro de los municipios de Chiquimula, Jocotán, Camotán, Olopa, San Jacinto, San Juan Ermita y San José La Arada. Hacia el sur del departamento, el sistema orográfico forma también algunas mesetas de varias alturas dentro de los municipios de Quezaltepeque, Esquipulas y Concepción las Minas que, con sus repliegues, hondonadas y precipicios, se integran a la sierra del Merendón.
De especial importancia son los cerros: Montecristo, que forma un Trifinio con Honduras y El Salvador, y el cerro Brujo, que es lindero con El Salvador, ambos dentro de la sierra del Merendón.

### Zonas de vida vegetal
En Chiquimula se observan claramente tres zonas de vida que se identifican por su condición topográfica según la clasificación propuesta por Holdridge en el año de 1978, siendo estas:
- bs-S Bosque Seco Subtropical
- bh-S(t) Bosque Húmedo Subtropical Templado
- bmh-S(t) Bosque Muy Húmedo Subtropical Templado

Sobresale en este departamento, la zona de vida: bosque húmedo subtropical templado.

### Áreas protegidas
En Chiquimula se encuentran las siguientes áreas protegidas: Zona de Veda Definitiva Volcán Quezaltepeque, con una superficie aún no determinada; Área de Uso Múltiple Volcán y Laguna de Ipala, con 2.010 ha y la Reserva de la biosfera Trifinio, con 8.000 ha. Estas áreas son administradas por el Consejo Nacional de Áreas Protegidas (CONAP).

## Organización político-administrativa
El departamento de Chiquimula está dividido en once municipios:

### Población de Chiquimula
| N. | Municipio            | Población (2018) |
| -- | -------------------- | ---------------- |
| 1  | Chiquimula           | 111,505          |
| 2  | Jocotán              | 66,379           |
| 3  | Camotán              | 56,138           |
| 4  | Esquipulas           | 53,556           |
| 5  | Quetzaltepeque       | 28,075           |
| 6  | Olopa                | 27,511           |
| 7  | Ipala                | 22,413           |
| 8  | San Juan Ermita      | 16,418           |
| 9  | San Jacinto          | 12,619           |
| 10 | Concepción Las Minas | 11,693           |
| 11 | San José La Arada    | 8,756            |
| -  | Chiquimula           | 415,063          |

## Desarrollo
El informe de desarrollo humano publicado en 2022, La celeridad del cambio, una mirada territorial del desarrollo humano 2002 – 2019, donde se observó el cambio y el avance que ha habido en el país entre 2002 y 2019. El Departamento de Chiquimula se ubicó en el puesto décimo octavo entre los 22 departamentos , siendo uno de los departamentos más atrasados en cuanto a desarrollado del país y el menos desarrollado de todo Oriente. Chiquimula ha pasado de tener un idh de 0,493 a 0,593 al 2018. Chiquimula tiene 8 municipios en IDH Medio y 3 con IDH Bajo. Ipala es el municipio más desarrollado con 0,665 y el idh más bajo del municipio y también del país es de Jocotán con 0,497.
| N. | Municipio            | IDH 2018 | IDH 2002 |
| -- | -------------------- | -------- | -------- |
| 1  | Ipala                | 0,665    | 0,559    |
| 2  | Concepción Las Minas | 0,658    | 0,557    |
| 3  | Chiquimula           | 0,639    | 0,570    |
| 4  | Quetzaltepeque       | 0,637    | 0,530    |
| 5  | Esquipulas           | 0,627    | 0,559    |
| 6  | San José La Arada    | 0,610    | 0,521    |
| 7  | San Jacinto          | 0,576    | 0,483    |
| 8  | San Juan Ermita      | 0,570    | 0,467    |
| 9  | Camotán              | 0,525    | 0,408    |
| 10 | Olopa                | 0,525    | 0,403    |
| 11 | Jocotán              | 0,497    | 0,368    |
| -  | Chiquimula           | 0,593    | 0,493    |

| N. | Municipio            | IDH Según Indicadores | IDH Según Indicadores | IDH Según Indicadores |
| N. | Municipio            | Salud                 | Educación             | Nivel de Vida         |
| -- | -------------------- | --------------------- | --------------------- | --------------------- |
| 1  | Ipala                | 0,871                 | 0,513                 | 0,659                 |
| 2  | Concepción Las Minas | 0,893                 | 0,499                 | 0,639                 |
| 3  | Chiquimula           | 0,783                 | 0,491                 | 0,680                 |
| 4  | Quetzaltepeque       | 0,817                 | 0,493                 | 0,641                 |
| 5  | Esquipulas           | 0,844                 | 0,445                 | 0,656                 |
| 6  | San José La Arada    | 0,798                 | 0,445                 | 0,639                 |
| 7  | San Jacinto          | 0,713                 | 0,439                 | 0,611                 |
| 8  | San Juan Ermita      | 0,716                 | 0,427                 | 0,605                 |
| 9  | Camotán              | 0,662                 | 0,394                 | 0,555                 |
| 10 | Olopa                | 0,670                 | 0,370                 | 0,583                 |
| 11 | Jocotán              | 0,657                 | 0,337                 | 0,555                 |
| -  | Chiquimula           | 0,765                 | 0,441                 | 0,620                 |

### Población que vive en el departamento según IDH
| N. | Municipio            | IDH 2018 | Población 2018 | Según Desarrollo |
| -- | -------------------- | -------- | -------------- | ---------------- |
| 1  | Ipala                | 0,665    | 22,413         | 265,034          |
| 2  | Concepción Las Minas | 0,658    | 11,693         | 265,034          |
| 3  | Chiquimula           | 0,639    | 111,505        | 265,034          |
| 4  | Quetzaltepeque       | 0,637    | 28,075         | 265,034          |
| 5  | Esquipulas           | 0,627    | 53,556         | 265,034          |
| 6  | San José La Arada    | 0,610    | 8,756          | 265,034          |
| 7  | San Jacinto          | 0,576    | 12,619         | 265,034          |
| 8  | San Juan Ermita      | 0,570    | 16,418         | 265,034          |
| 9  | Camotán              | 0,525    | 56,138         | 150,028          |
| 10 | Olopa                | 0,525    | 27,511         | 150,028          |
| 11 | Jocotán              | 0,497    | 66,379         | 150,028          |
| -  | Chiquimula           | 0,593    | 0,593          | 0,593            |

### Vías de comunicación

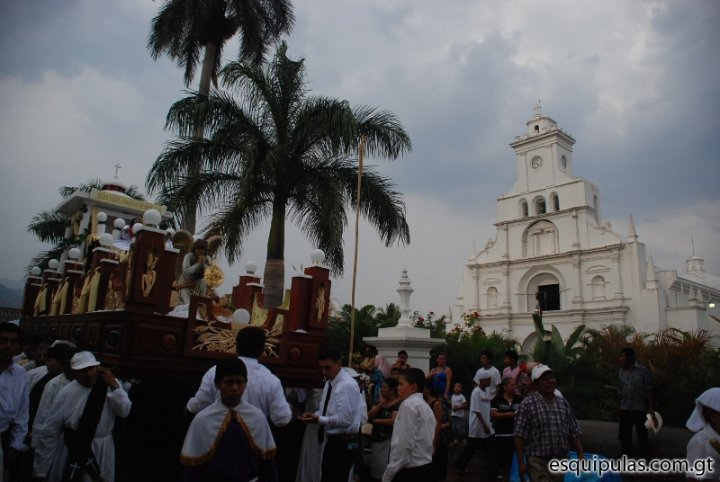
Esquipulas

Su extensión era mucho mayor, pero poco a poco fue perdiendo distritos a partir de 1825.
Las principales carreteras que atraviesan el departamento son: la ruta nacional 18 que es procedente de la capital y conduce hacia Esquipulas; la ruta nacional 20 que proviene del departamento de Zacapa, pasa por Concepción Las Minas y conduce a la frontera; la CA-10 que pasa por Esquipulas y va a la frontera con Honduras.
Según datos obtenidos en la Dirección General de Caminos, hasta el año 1997, este departamento cuenta con 139 km de asfalto, 311 km de terracería, y 101 km de caminos rurales.

### Geología
En Chiquimula se pueden encontrar en gran parte de su territorio, carbonatos neocomianos-campanianos que incluye formaciones Cobán, Ixcoy, Campur, Sierra Madre y grupo Yojoa (Ksd); rocas del período paleozoico, donde predominan las rocas metamórficas sin dividir, filitas, esquistas cloríticas y granatíferos, esquistos y gnesses de cuarzo(Pzm); los Aluviones Cuaternarios (Qa); y predominan las fallas geológicas: inferidas y cubiertas.

### Capacidad productiva de la tierra
Para evidenciar con que capacidad productiva de terreno se cuenta en este departamento, en Guatemala de acuerdo con el Departamento de Agricultura de Estados Unidos, existen 8 clases de clasificación de capacidad productiva de la tierra, en función de los efectos combinados del clima y las características permanentes del suelo. De estas 8 clases agrológicas la I, II, III Y IV son adecuadas para cultivos agrícolas con prácticas culturales específicas de uso y manejo; las clases V, VI, y VII pueden dedicarse a cultivos perennes, específicamente bosques naturales o plantados; en tanto que la clase VIII se considera apta sólo para parques nacionales, recreación y para la protección del suelo y la vida silvestre.
En Chiquimula predominan 3 niveles que son:
1. El nivel VI que son tierras no cultivables, salvo para cultivos perennes y de montaña principalmente para fines forestales y pastos, con factores limitantes muy severos, con profundidad y rocosidad; de topografía ondulada o quebrada y fuerte pendiente.
2. El nivel VII que son tierras no cultivables, aptas solamente para fines de uso o explotación forestal, de topografía muy fuerte y quebrada con pendiente muy inclinada.
3. El nivel VIII que son tierras no aptas para todo cultivo, aptas solo para parques nacionales, recreación y vida silvestre, y para protección de cuencas hidrográficas, con topografía muy quebrada, escarpada o playones inundables.

## Costumbres y Tradiciones
En Chiquimula se encuentra uno de los lugares de peregrinación más descollantes de Mesoamérica, Esquipulas, por la advocación al Cristo Negro, que ha generado múltiples leyendas, como por ejemplo de que este Cristo es negro porque está asentado en un cerro encantado de los ancestrales pobladores mayas, que tenían como deidad a un dios de Xibalbá que se pintaba de negro.
En el aspecto religioso, Chiquimula representa el axis-mundo (centro del mundo) de Guatemala, ya que en su seno está el Santuario del Señor de Esquipulas, uno de los lugares más venerados de Guatemala y toda América. El culto al Cristo Negro de Esquipulas y sus milagros, se ha difundido hacia el sur y el norte del continente con profusión.
Las celebraciones del Señor de Esquipulas en el mes de enero conllevan peregrinaciones, rezos, penitencias, novenarios, cumplimientos de promesas, ofrendas,agradecimientos y exvotos. Sus rituales forman todo un mundo sacro alrededor de su culto.
Debe de insistirse que el arraigo de esta veneración, se conecta directamente con las deidades prehispánicas chortíes, que sincretizadas y redemantizadas por los españoles desde los inicios de la colonización dieron como resultado una tradición maravillosa. Después de la Semana Santa, esta es la conmemoración por excelencia, más trascendental de Guatemala.
En los municipios de ascendencia mayense chortí, se celebran ceremonias del año nuevo maya y se práctica con rigurosidad el tzolkin de ascendencia mesoamericana.
Finalmente, la vida religiosa de los indígenas y ladinos de Chiquimula gira alrededor de los templos católicos y las cofradías. En los pueblos y caseríos, esta actividad se focaliza en los lugares sagrados y casas ceremoniales.
También es conocido como un lugar de bellas mujeres, es uno de los departamentos con más tradición en los concursos de belleza más importantes del país. Habiendo ganado varias veces la corona de Miss Guatemala y varios reinados nacionales entre otras coronas de eventos nacionales. Ha ganado 5 coronas Miss Guatemala, Marta Iliana Garlinger Díaz en 1956, Helka Lisbeth Cuevas Berganza en 1989, Narcy Marisela Pérez Hernández en 1992, Carol Anabella Aquino Bonilla en 1997 y Rosa María Castañeda Aldana en 2001. También ha ganado 9 coronas del Reinado Nacional de Independencia, 1 de Miss Guatemala Latina, 4 de Reina Nacional de la Juventud, 1 corona de Miss Guatemala Mayan y 1 corona de Miss Mesoamérica.

## Idioma
El idioma chortí ha ejercido gran influencia en todo el departamento desde los tiempos antiguos de Mesoamérica, pues constituye herencia inequívoca del proceso de civilización maya clásico, por considerarse a la etnia chortí, descendiente directa de esta.
En la actualidad, el idioma chortí todavía se utiliza como medio de comunicación cotidiano en los municipios de Olopa, Camotán, Jocotán y un poco en Quezaltepeque. Chiquimula de la Sierra como siempre fue conocida en tiempos coloniales, fue colonizada por los españoles y ha sido, históricamente, punto de reunión con las provincias de Honduras y El Salvador, por lo que el idioma español se habla oficialmente y mantiene características propias de región fronteriza con estas repúblicas.

## Religión
| Religión en Chiquimula (2020) | Religión en Chiquimula (2020) | Religión en Chiquimula (2020) | Religión en Chiquimula (2020) | Religión en Chiquimula (2020) |
| ----------------------------- | ----------------------------- | ----------------------------- | ----------------------------- | ----------------------------- |
| Religión                      | Religión                      |                               | Porcentaje                    | Porcentaje                    |
| Católicos                     | Católicos                     |                               | 53.3 %                        | 53.3 %                        |
| Sin Religión                  | Sin Religión                  |                               | 26.7 %                        | 26.7 %                        |
| Protestantes y Evangélicos    | Protestantes y Evangélicos    |                               | 20 %                          | 20 %                          |

La religión en Chiquimula hay 2 religiones que se practican mucho entre ellas están el Catolicismo y el Protestantismo. El Catolicismo representa el 53.3% de la población y el Protestantismo representa el 20% dividido en muchas denominaciones, Mientras que el 26.7% de la población no pertenece a ninguna religión 

## Economía
La economía de Chiquimula está basada en la producción agrícola, siendo sus productos más importantes: el maíz, frijol, arroz, papas, café, caña de azúcar, cacao, bananos y el tabaco que se ha constituido en una explotación especial. Posee grandes fincas con crianza de ganado vacuno, que lo hacen sobresalir ante otros departamentos de Guatemala.
Un rubro importante de su economía lo constituye la minería, por considerarse como zona de actividad minera, aunque actualmente su producción se ha reducido considerablemente. Además de los minerales metálicos, se sabe de la existencia de los no metálicos como el yeso, cuya cantera se encuentra en el caserío Rincón y la Aldea Los Cimientos del municipio San José La Arada. Es posible también que en Chiquimula haya depósitos de bentonita y perlita. Una compañía minera ha hecho trabajos de explotación en la aldea Cañada en el municipio de Concepción Las Minas, para obtener concentrados de plomo, zinc y plata.
Puede verse entonces que Chiquimula, aparte de ser uno de los departamentos más antiguos de la República, goza además de excelentes condiciones por su calidad y variedad de su suelo, y es rico en minas de plata, plomo, hierro, cobre, antimonio, cuarzo, hulla y algunos lavaderos de oro, aunque estos están sin explotar.
En cuanto a la producción artesanal, es variada, pues por la abundancia de palma, hacen trenzas, sombreros y escobas; con el barro elaboran cerámica, teja y ladrillo. Elaboran también instrumentos musicales y muebles de madera. En la cabecera departamental, trabajan jícaras y guacales de morro, hacen candelas, productos de cuero y cohetería, esta última, especialmente en Esquipulas.
Últimamente el comercio también ha invadido a esta región de Guatemala un ejemplo es su cabecera Chiquimula, la cual es la ciudad más importante de todo el oriente de Guatemala.
En el departamento de Chiquimulal (del 100% de su población) tiene un 70.6% en pobreza o un 41.1% en pobreza extrema según datos del PNUD 2014. 

## Centros turísticos y arqueológicos
Uno de los centros de mayor atracción turística es la Basílica de Esquipulas que alberga la venerada imagen del Cristo Negro, considerado como milagroso y atrae a millares de visitantes tanto nacionales como extranjeros que son devotos de la religión católica.

## Cultura
Desde los inicios de la época prehispánica Chiquimula ha sido el departamento que tiene importancia de la parte oriente del país por su geografía y etnias.
Las dos ciudades de Chiquimula, tanto la antigua como la actual, se asentaron sobre los restos de un volcán extinguido en la época prehistórica.
Por este motivo, la ciudad está rodeada de piedras volcánicas originadas por las últimas erupciones del volcán. Los habitantes les han dado el nombre de chatún.
El origen de la población de Chiquimula fue la etnia chortí.
Es también fuente de minerales como: plomo, hierro, plata y jade azul, debido a la formación del suelo por la actividad volcánica.
La atracción de Ipala es la laguna localizada en el cráter del volcán también llamada con el mismo nombre, por lo que es muy visitada.
También resalta por su producción agrícola, sus leyendas y tradiciones son las principales características de su cultura.

## Lectura recomendada
- Fuentes y Guzman, Francisco Antonio de; Zaragoza, Justo (notas y ilustraciones) (1882) [1690].  Luis Navarro, ed. Historia de Guatemala o Recordación Florida I. Madrid, España: Biblioteca de los Americanistas. OCLC 699103660.